# Csány Bernát (várkapitány)

A Buzád-Hahót nemzetség címere

Csányi Csányi Bernát (fl. 1633 – Szentgotthárd, 1664. augusztus 1.), tótfalui várkapitány, magyar köznemes és vitéz katona, aki a törökök ellen harcolt, s kapitányi rangban állt.

## Élete
Az ősrégi Hahót nemzetségbeli családja Zala vármegyéből eredt és a 15. században szereztek Vasban birtokot, ehhez tartozott egy kastély, amely a Felsőmarác mellett található Tótfaluban volt. Apja Csány György, akinek az első neje Sylveszter Katalin, és a második pedig osztopáni Perneszy Borbála volt. Az apai nagyszülei Csány Bernát, aki zalai alispán 1580 és 1681 között, majd Zala országgyűlési követe, és bagonyai Kövér Magdolna úrnő voltak. Apai nagybátyja Csány Imre (fl. 1592–1652), földbirtokos, akinek a hitvese pölöskefői Eördögh Katalin volt.
A Tótfaluban levő kastélyt később végvárrá alakították át, ez volt a végvárrendszer legtávolabbi és legkisebb vára. Vagy 10 hajdú szolgált benne Csányi parancsnoksága alatt, aki egyben a csákányi (ma Csákánydoroszló) lovasok kapitánya is volt.
1664-ben a törökök több mint százezer fős sereggel törtek Vas vármegyébe. Csányi és a másik kapitány, Csanádi Ferenc egy nyolcszáz fős csapattal (200 horvát és 600 magyar) csapdát állított egy török portyázó hadnak Őriszentpéternél, de tulajdonképpen a nagyvezír hadának továbbhaladását akarták késleltetni. A harcban a katonák kétharmada elesett, köztük Csanádi is. Ezután Csányi csatlakozott Montecuccoli generális seregéhez, a közeli Csákányból összeszedett lovasokkal, és részt vett a szentgotthárdi csatában, ahol janicsárgolyótól esett el.
Felesége Keczor Anna (fl. 1657–1675), akitől született a fia, Csány Ferenc.